# Kadiatou Sissoko
Pour les articles homonymes, voir Sissoko.
Kadiatou « Kadi » Sissoko, née le 25 janvier 1999 à Aubervilliers en Seine-Saint-Denis, est une joueuse française de basket-ball évoluant aux postes d'ailière et ailière forte.

## Biographie
Issue du club Paris Basket 18 puis formée au Centre fédéral, elle signe son premier contrat professionnel à Basket Landes.
Lors du championnat d'Europe U18 de 2016, les Bleues s'imposent 53 à 44 face à la Lettonie pour accéder à une quatrième finale consécutive dans cette catégorie et se qualifier pour le Mondial U19 de 2017 en Italie. Kadiatou Sissoko inscrit 11 points et 4 rebonds en finale face à l'Espagne qui la France domine 74 à 44.
Lors du championnat d'Europe U18, la France doit céder face à la Serbie (66-48) malgré 11 points et 7 rebonds de Kadiatou Sissoko. Pour le gain de la troisième place, les Françaises se reprennent et parviennent à battre la République tchèque 55 à 48 et remporter la neuvième médaille consécutive des Bleues dans la catégorie. Kadiatou Sissoko (17 points, 9 rebonds et 3 passes décisives) réussit une nouvelle belle performance qui lui permet d'élue dans le meilleur cinq du tournoi,.
Au terme de la saison 2017-2018, elle fait partie des trois finalistes du trophée meilleur jeune LFB après sa saison avec Basket Landes.
Après avoir fréquenté trois universités différentes, elle est draftée et joue pour le Mercury de Phoenix durant la saison WNBA 2023. Pour la saison LFB 2023-2024, elle rejoint le club des Flammes Carolo.
Elle commence la saison 2024-2025 en Turquie à Ormanspor, pour 12 matchs avec des moyennes de 9,1 points à 42%, 4,9 rebonds et 1 passe décisive, avant que son contrat ne soit rompu et qu'elle ne soit immédiatement réengagée par le club français de Villeneuve-d'Ascq.

## Palmarès

### Équipe nationale
- Médaille d'or au championnat d'Europe U18 2016[2]
- Médaille de bronze au championnat d'Europe U18 2017[4]

### En club
- Eurocoupe féminine 2025

## Distinctions personnelles
- Meilleur cinq du championnat d'Europe U18 2017[4]

## Statistiques

### En club

#### WNBA
| Saison | Équipe             | MJ | M5 | Min | %T   | %3   | %LF  | Rb  | PD  | Int | Ctr | BP  | F   | Pts |
| ------ | ------------------ | -- | -- | --- | ---- | ---- | ---- | --- | --- | --- | --- | --- | --- | --- |
| 2023   | Mercury de Phoenix | 40 | 0  | 8,4 | 37,1 | 16,7 | 62,5 | 1,6 | 0,2 | 0,1 | 0,1 | 0,7 | 1,1 | 1,5 |
| Total  | Total              | 40 | 0  | 8,4 | 37,1 | 16,7 | 62,5 | 1,6 | 0,2 | 0,1 | 0,1 | 0,7 | 1,1 | 1,5 |